# Маршал
Вижте пояснителната страница за други значения на Маршал.
Маршал е висше военно звание.

## В България
В Българската армия маршал е най-висшето военно звание и се дава главно за изключителни заслуги на бойното поле и в ръководството на въоръжените сили. Негови носители в България са царете Фердинанд I и Борис III.
На 5 януари 1916 г. цар Фердинанд I е провъзгласен за фелдмаршал на Германската армия, а 2 дни по-късно става и първият маршал на Българската армия.
През 1943 г. Висшият военен съвет на Българската армия решава, по повод 25-годишнината (на 3 октомври 1943) от възкачването му на престола, да провъзгласи цар Борис III за маршал. На 28 август същата година обаче царят умира. Предварително поръчаните за изработване в Германия официален маршалски жезъл, негов всекидневен вариант и маршалските пагони са платени от Военното министерство след смъртта му. Няма точни данни дали царят е бил провъзгласен за маршал посмъртно.